# Łyżwiarstwo szybkie na Zimowych Igrzyskach Azjatyckich 2025
Łyżwiarstwo szybkie na Zimowych Igrzyskach Azjatyckich 2025 odbyło się w dniach 8–11 lutego 2025 roku w HIC Speed Skating Oval w Harbinie. Dziewięćdziesięciu trzech zawodników obojga płci rywalizowało w czternastu konkurencjach indywidualnych i zespołowych.

## Podsumowanie

### Klasyfikacja medalowa
| Klasyfikacja medalowa | Klasyfikacja medalowa | Klasyfikacja medalowa | Klasyfikacja medalowa | Klasyfikacja medalowa | Klasyfikacja medalowa |
| Miejsce               | Państwo               | Złoto                 | Srebro                | Brąz                  | Razem                 |
| --------------------- | --------------------- | --------------------- | --------------------- | --------------------- | --------------------- |
| 1                     | Chiny                 | 11                    | 5                     | 5                     | 21                    |
| 2                     | Korea Południowa      | 3                     | 5                     | 4                     | 12                    |
| 3                     | Japonia               | 0                     | 3                     | 3                     | 6                     |
| 4                     | Kazachstan            | 0                     | 1                     | 1                     | 2                     |
| 5                     | Chińskie Tajpej       | 0                     | 0                     | 1                     | 1                     |
| Razem                 | Razem                 | 14                    | 14                    | 14                    | 42                    |

### Medaliści
| Konkurencja      | 1. miejsce                                             | 2. miejsce                                                     | 3. miejsce                                                       |           |
| Mężczyźni        | Mężczyźni                                              | Mężczyźni                                                      | Mężczyźni                                                        | Mężczyźni |
| ---------------- | ------------------------------------------------------ | -------------------------------------------------------------- | ---------------------------------------------------------------- | --------- |
| 100 m            | Gao Tingyu                                             | Jewgienij Koszkin                                              | Kim Jun-ho                                                       |           |
| 500 m            | Gao Tingyu                                             | Wataru Morishige                                               | Kim Jun-ho                                                       |           |
| 1000 m           | Ning Zhongyan                                          | Cha Min-kyu                                                    | Lian Ziwen                                                       |           |
| 1500 m           | Ning Zhongyan                                          | Kazuya Yamada                                                  | Ryota Kojima                                                     |           |
| 5000 m           | Wu Yu                                                  | Liu Hanbin                                                     | Hanahati Muhamaiti                                               |           |
| Sprint drużynowy | ChinyGao Tingyu · Lian Ziwen · Ning Zhongyan           | Korea PołudniowaKim Jun-ho · Cha Min-kyu · Cho Sang-hyeok      | JaponiaKatsuhiro Kuratsubo · Wataru Morishige · Kazuya Yamada    |           |
| Bieg drużynowy   | ChinyLiu Hanbin · Wu Yu · Hanahati Muhamaiti           | Korea PołudniowaChung Jae-won · Park Sang-eon · Lee Seung-hoon | JaponiaMotonaga Arito · Taiyo Morino · Kotaro Kasahara           |           |
| Kobiety          |                                                        |                                                                |                                                                  |           |
| 100 m            | Lee Na-hyun                                            | Kim Min-sun                                                    | Chen Ying-chu                                                    |           |
| 500 m            | Kim Min-sun                                            | Lee Na-hyun                                                    | Tian Ruining                                                     |           |
| 1000 m           | Han Mei                                                | Yin Qi                                                         | Lee Na-hyun                                                      |           |
| 1500 m           | Han Mei                                                | Yang Binyu                                                     | Yin Qi                                                           |           |
| 3000 m           | Yang Binyu                                             | Han Mei                                                        | Tai Zhien                                                        |           |
| Sprint drużynowy | Korea PołudniowaKim Min-ji · Lee Na-hyun · Kim Min-sun | ChinyYu Shihui · Tian Ruining · Han Mei                        | KazachstanKristina Siłajewa · Darja Ważenina · Nadieżda Morozowa |           |
| Bieg drużynowy   | ChinyYang Binyu · Ahenaer Adake · Han Mei              | JaponiaYuka Takahashi · Yuna Onodera · Rin Kosaka              | Korea PołudniowaPark Ji-woo · Jeong Yu-na · Kim Yoon-ji          |           |